# 塞切尼·伊什特万广场 (布达佩斯)

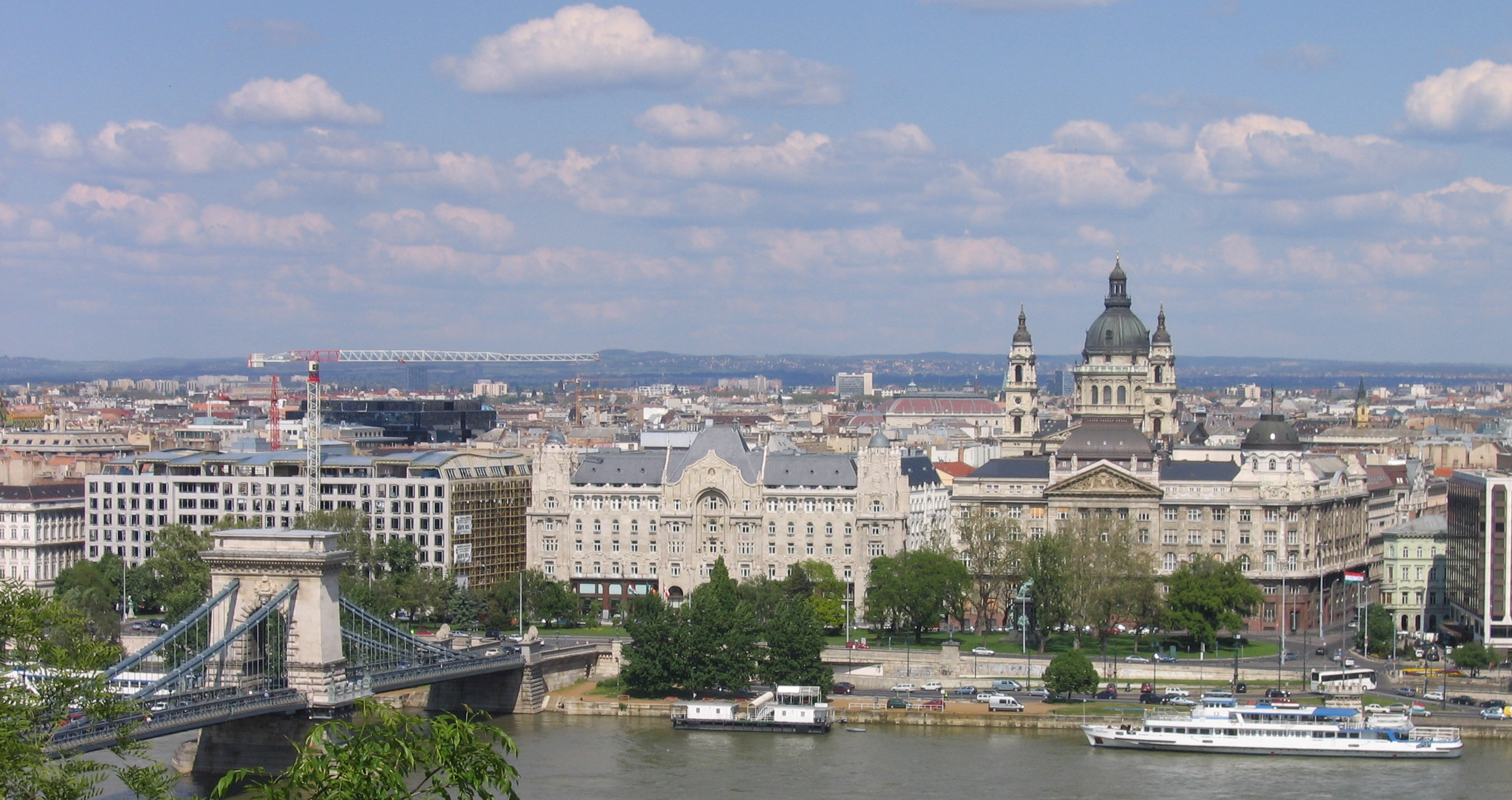

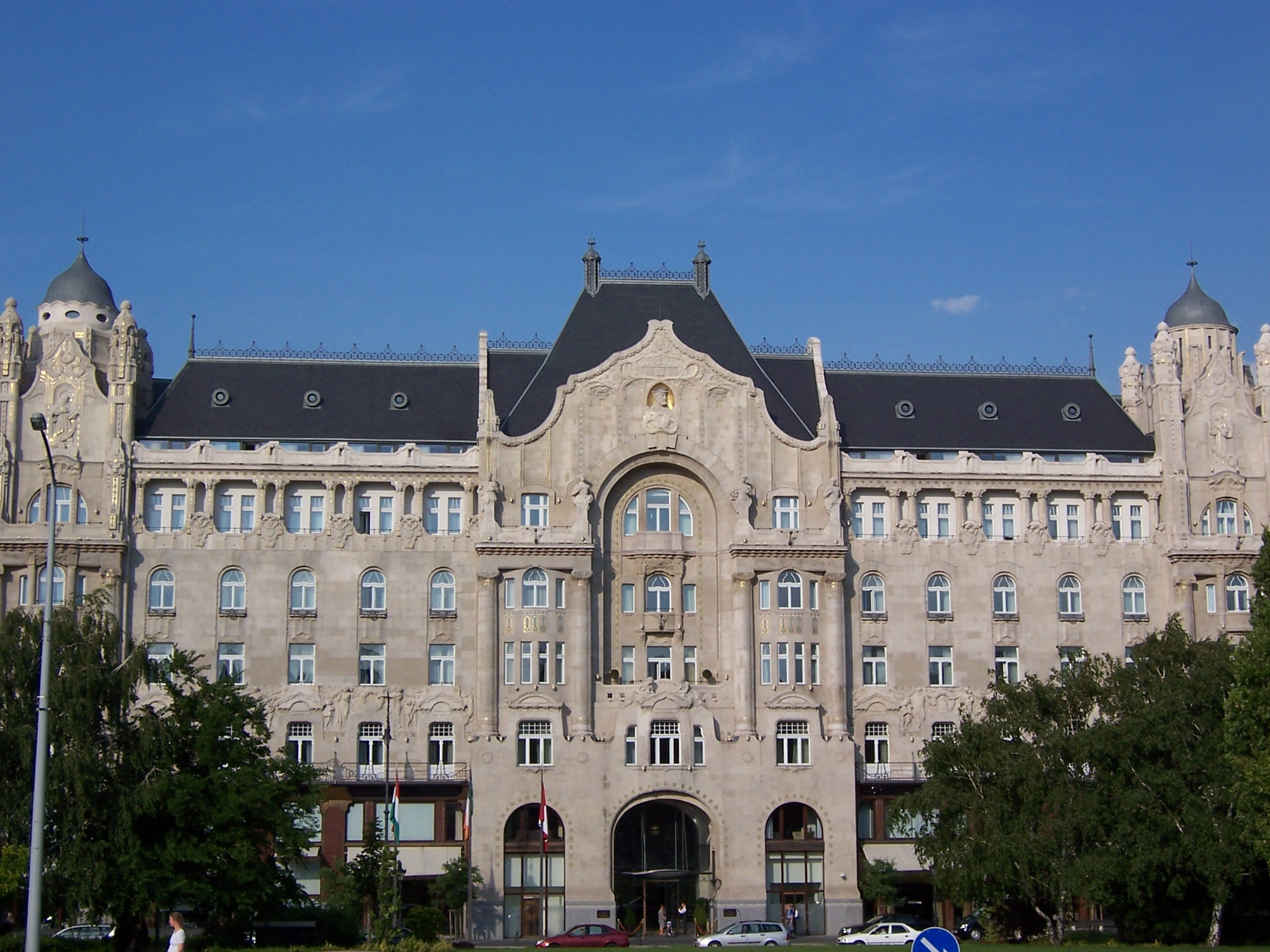
格雷沙姆宫

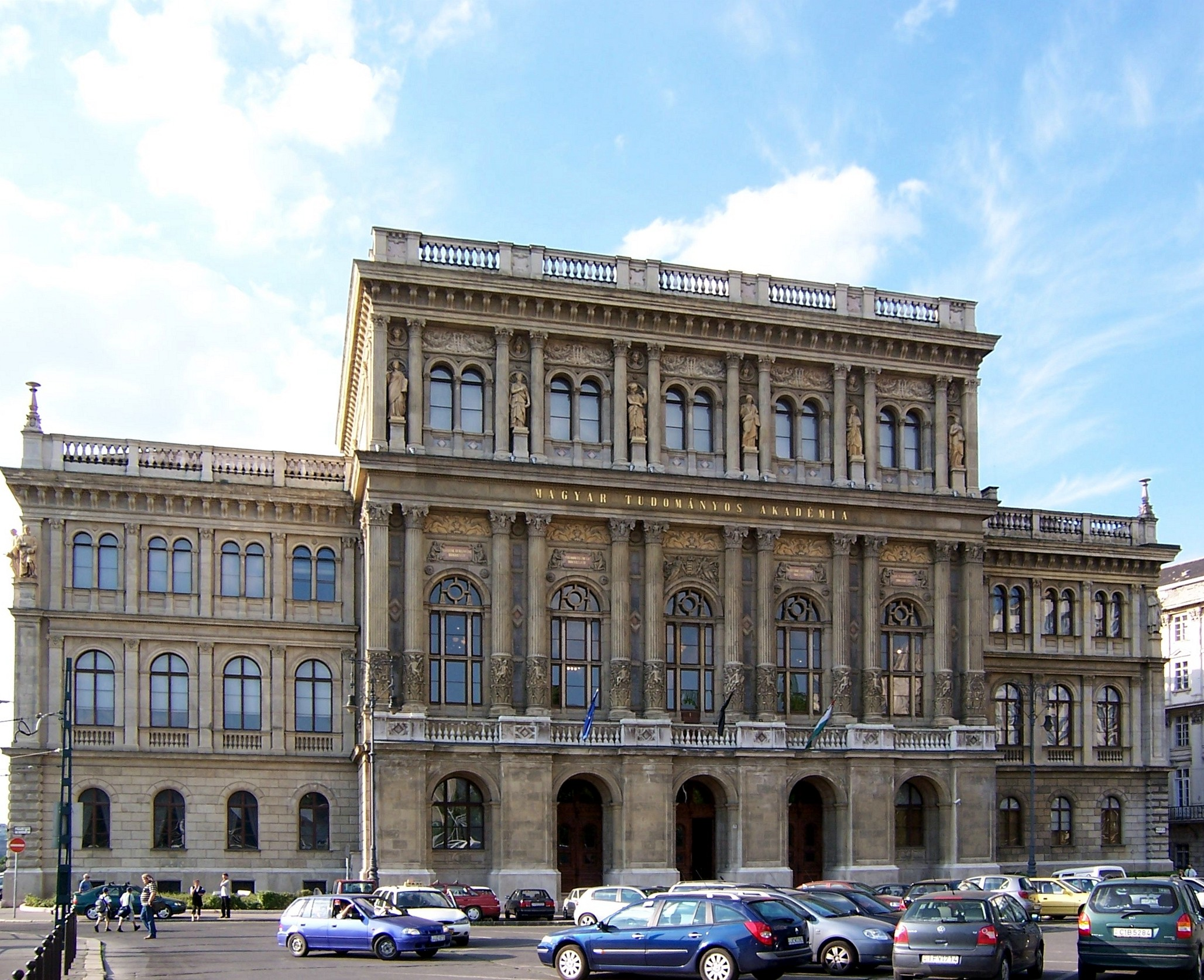
匈牙利科学院

塞切尼·伊什特万广场（Széchenyi István tér，2011年5月5日前名为罗斯福广场，Roosevelt tér），位于布达佩斯第五区，塞切尼链桥东端，为世界遗产布达佩斯多瑙河畔的一部分。
在广场上有匈牙利科学院大楼（9号），罗斯福办公中心（7-8号） 格雷沙姆宫四季酒店（5-6号），教育部（3-4号），布达佩斯链桥索菲特酒店（2号）。
广场上有塞切尼·伊什特万和戴阿克·费伦茨雕像